# نانسي دوبري
نانسي دوبري (بالإنجليزية: Nancy Dupree)‏‏ (3 أكتوبر 1927 - 9 سبتمبر 2017)، هي مؤرخة أمريكية، ركزت دراستها على التاريخ الحديث لأفغانستان. ولدت في الهند لعائلة أمريكية، ثم سافرت للولايات المتحدة للدراسة في جامعة كولومبيا لدراسة الصينية. كانت مديرة المركز الأفغاني في جامعة كابول، وألفت 5 كتب تتحدث عن تاريخ أفغانستان منذ سنة 1962 حتى أواخر السبعينات.